# Ничтожества
«Ничтожества» (англ. The Things) — научно-фантастический рассказ канадского писателя Питера Уоттса. Впервые опубликован в журнале Clarkesworld в январе 2010 года. Излагает события фильма Джона Карпентера «Нечто» (1982) с точки зрения инопланетного пришельца. Лауреат Премии Ширли Джексон за 2010 год. Номинант премии «Хьюго» 2011 года за лучший рассказ.

## Сюжет
Инопланетный разум потерпел аварию в Антарктиде, он путешествовал в космосе, ассимилируя живую материю во множестве миров. Он считает свою деятельность благородной и миссионерской, называет её причастием, дающим бессмертие и наслаждение. Инопланетянин столкнулся с сильным сопротивлением земной биоматерии, он недоумевает, и ошибочно воспринимает двуногие отростки как части одного целого.
Постепенно он понимает, что каждый человек автономен, его сознание заперто в костяном наросте и после изнашивания оболочки уходит в небытие: «Они блуждают по жизни в одиночестве», «бессмысленность их жизней потрясает». Инопланетянин чувствует отвращение к столь примитивным, неблагодарным и злобным существам, но подавляет негативные чувства и из милосердия решает довести причастие до конца.

### Комментарии
1. ↑  На русский язык переводился несколько раз. Первоначально для любительской сетевой публикации, как «НЕЧТОжества», которая после переиздавалась официально под заглавием «Ничтожества»; и «Существа».